# .sj
.sj — в Інтернеті, національний домен верхнього рівня (ccTLD) для островів Шпіцберген (Spetsbergen; адміністративний округ Свальбард (Svalbard)) і Ян-Маєн (Jan Mayen).
Острови є частиною королівства Норвегія.